# Jacqueline Heaney-Hauser

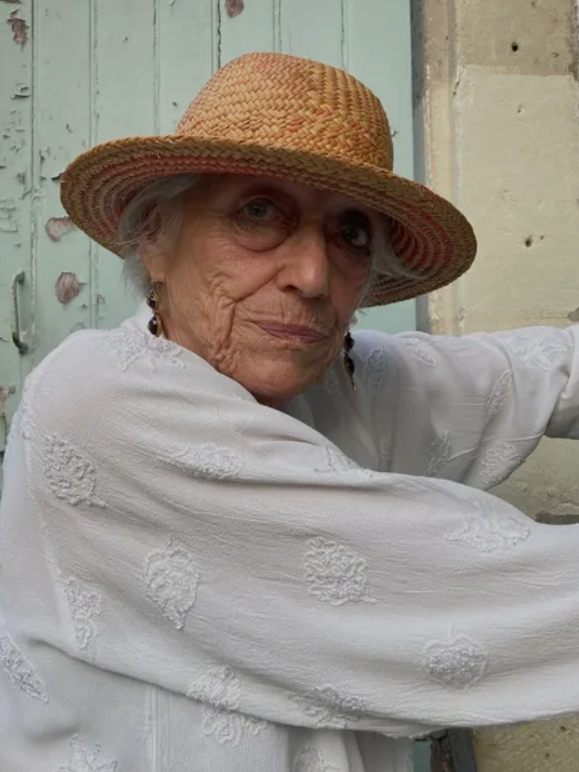
Jacqueline Heaney-Hauser (2023)

Jacqueline Heaney-Hauser (* 9. Februar 1939 in Fréjus, Frankreich; † 13. November 2024 in Amboise, Frankreich) war eine schweizerisch-französische Textilkünstlerin, die für ihre speziellen Bildteppiche international bekannt war.

## Leben
Jacqueline Hauser wurde am 9. Februar 1939 in Südfrankreich als Tochter schweizerischer Eltern geboren. Am 2. Dezember 1959 verlor sie ihre Eltern beim Bruch der Staumauer von Malpasset. Sie war zu diesem Zeitpunkt zwanzig Jahre alt und hatte am 30. September 1959 ihren ersten und einzigen Sohn zur Welt gebracht. Ihre erste Ehe hielt nicht lange. Einige Jahre später ging sie eine zweite, kinderlos bleibende Ehe ein, durch die sie den Nachnamen Heaney erhielt.
Ab 1966 lebte Heaney-Hauser mehrere Jahrzehnte in Irland, bevor sie nach Frankreich zurückkehrte. Ihre letzten Jahre verbrachte sie auf dem historischen Anwesen «La Roche de Cestre» in Noizay, wo sie bis zu ihrem Tod am 13. November 2024 lebte. Sie hinterliess einen Sohn, zwei Enkel und zahlreiche Urenkel. Heaney-Hauser blieb bis zu ihrem Tod künstlerisch aktiv.

## Künstlerisches Schaffen

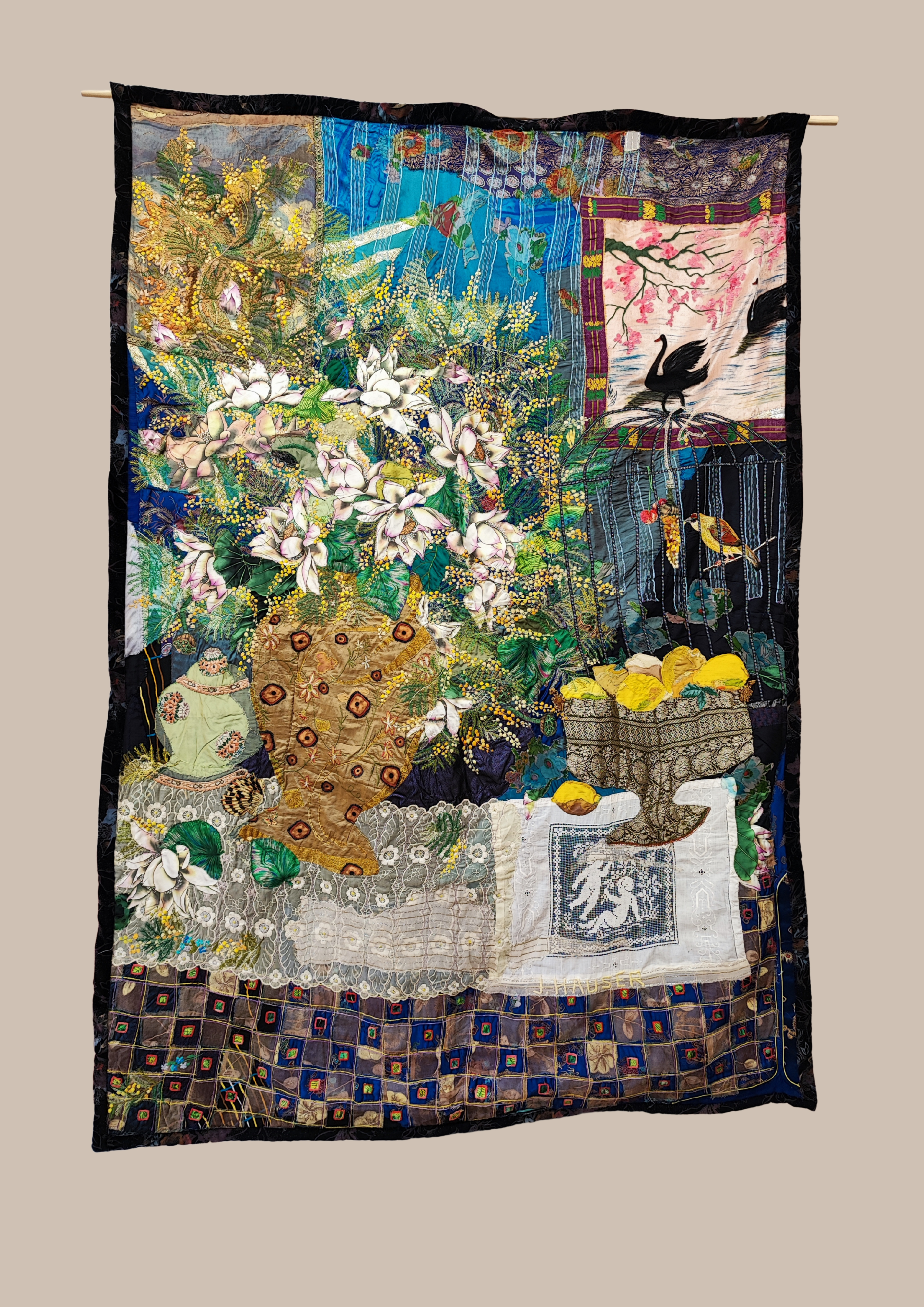
Bildteppich, Textilmuseum St. Gallen, 2025

Jacqueline Heaney-Hauser begann ihre Karriere als Textildesignerin. Sie entdeckte jedoch bald ihre wahre Leidenschaft für applizierte Bildteppiche. Ab 1963 widmete sie sich hauptsächlich dieser Kunstform. Ihre Technik kombinierte Stickerei, Patchwork und Applikationen und wurde von ihr selbst als «Zeitgenössisches Patchwork» beschrieben. Die Künstlerin fertigte oft zuerst eine detaillierte Skizze an und ging anschliessend mit Wolle, Baumwolle und Seide in die Umsetzung. Sie arbeitete oft bis zu elf Stunden am Stück. Diese Detailarbeit erforderte höchste Konzentration und stellte körperlich wie geistig hohe Anforderungen. Von zeitgenössischen Künstlerinnen wurde sie für ihre künstlerische Expertise auf diesem Gebiet auch als Mentorin bezeichnet.

### Themen und Motive
Jacqueline Hauser orientierte sich an Naturmotiven und historisch-politischen Gegebenheiten. Ihre symbolischen und erzählerischen Kompositionen entfalten oft eine fliessende, lebhafte Wirkung. Ihre Werke sind bekannt für ihre aussergewöhnliche Farbenvielfalt, Tiefenwirkung, Textur und dynamischen Kompositionen.

### Werke in Sammlungen und Museen
Hausers Werke sind weltweit in privaten Sammlungen, öffentlichen Gebäuden und Museen (u. a. im Textilmuseum St. Gallen) ausgestellt. Ihre Werke signierte sie bisweilen auch. Eines ihrer bekannteren Werke heisst Slave Hunt (1977–1979) und ist unten rechts signiert.

## Ausstellungen
Bedeutende Gruppen- und Einzelausstellungen von Hauser fanden unter anderem in folgenden Ländern, bzw. Institutionen statt.
- Galerie Läubli Zürich (1968)
- Kunstgewerbemuseum Zürich (1969)
- Exhibition of Wall Hangings, Brown Thomas Gallery, Dublin, Irland (1969)[2][8]
- Kunstgewerbemuseum St. Gallen (1972)
- Banque PARISBAS, Genf (1976)
- St. Margrethen, Schweiz (1976)
- Château et Musées de Blois, Frankreich (1979)[9]
- South Port, Connecticut (1983)
- Newport, Rhode Island (1983)[4]
- La Défense, Paris (Zelebration der Französischen Revolution) (1989)
- Standikon, Kopenhagen (1990)
- Château d’Allamand, VD (1992)[5]
- Chapelle des Pénitents, Callian, Frankreich (2000)
- Atelier Martin Leuthold, Weesen (2024)[10]

An der letzten Ausstellung in der Schweiz (2024), als Hauser noch lebte, jedoch nicht mehr anwesend sein konnte, wurden neun Bildteppiche verkauft, die meisten für 10'000 und 20'000 Franken (mit einzelnen Abweichungen nach unten und oben).

## Auszeichnungen
Für ihre Kunst erhielt Jacqueline Hauser zwei internationale Auszeichnungen:
- Silbermedaille am Salon des Artistes, Paris (1979)
- 2. Preis des Journal ELLE France (Concours „La maison et ses alentours“, Sektion „Rest of the world“, Paris, 1973)

## Mitgliedschaften
Heaney-Hauser war von 1971 bis 1980 Mitglied in der Society of Swiss Female Painters and Sculptors.